# Arkadiusz Nowak (botanik)
Arkadiusz Sebastian Nowak (ur. 1 października 1971 w Bolesławcu) – polski botanik, profesor nauk ścisłych i przyrodniczych, związany z Uniwersytetem Opolskim, dyrektor PAN Ogrodu Botanicznego – Centrum Zachowania Różnorodności Biologicznej w Powsinie.

## Życiorys
W 1995 ukończył studia z zakresu ochrony środowiska na Uniwersytecie Opolskim. Po studiach pracował krótko jako asystent w Zakładzie Genetyki i Biologii Molekularnej Instytutu Ochrony i Kształtowania Środowiska UO. W latach 1996–2001 był wojewódzkim konserwatorem przyrody w województwie opolskim, przyczynił się do powstania 16 rezerwatów przyrody i Stobrawskiego Parku Krajobrazowego. W 2000 obronił na Uniwersytecie Wrocławskim pracę doktorską z biologii Charakterystyka sozoflorystyczna województwa opolskiego napisaną pod kierunkiem Jadwigi Anioł-Kwiatkowskiej. W 2001 powrócił do pracy na Uniwersytecie Opolskim, w Instytucie Biologii. W 2012 uzyskał na Uniwersytecie Wrocławskim stopień doktora habilitowanego nauk biologicznych na podstawie prac Rośliny ustępujące i rzadkie w siedliskach antropogenicznych Śląska. Część I. Studium florystyczno-ekologiczne i Rośliny ustępujące i rzadkie w siedliskach antropogenicznych Śląska. Część II. Wykaz stanowisk oraz charakterystyka gatunków. W 2019 otrzymał tytuł profesora jako pierwszy biolog, absolwent UO.
Od 2017 pracuje także w PAN Ogrodzie Botanicznym – Centrum Zachowania Różnorodności Biologicznej w Powsinie, początkowo jako wicedyrektor ds. naukowych, w 2021 został jego dyrektorem.
W 2020 został członkiem Państwowej Rady Ochrony Przyrody.
Jego żoną jest botanik Sylwia Nowak. Razem z nią oraz Marcinem Nobisem otrzymał w 2016 Medal im. Władysława Szafera.